# Mouslioumovo
Mouslioumovo (russe : Муслю́мово, tatar : Мөслим, Meslim) est un village de Russie dans le raïon de Kounachak de l'oblast de Tcheliabinsk constitué autour de la gare ferroviaire. C'est le centre administratif de la municipalité du même nom. 

## Géographie
Le village se trouve sur la rive droite de la rivière Tetcha, non loin du lac Chougouniak. Il est à 12 km de Kounachak.

## Histoire

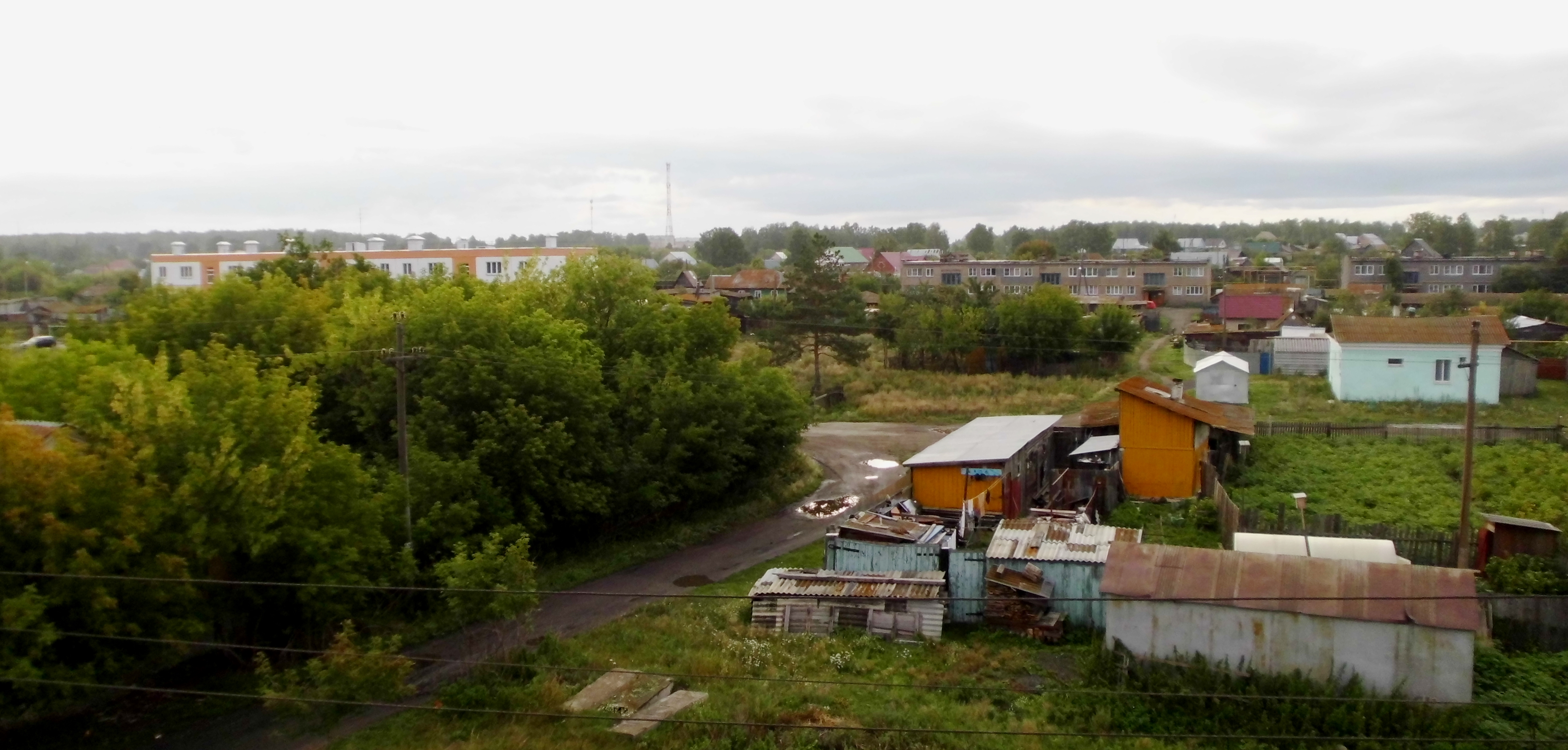
Mouslioumovo: au fond, vue de Novomouslioumovo.

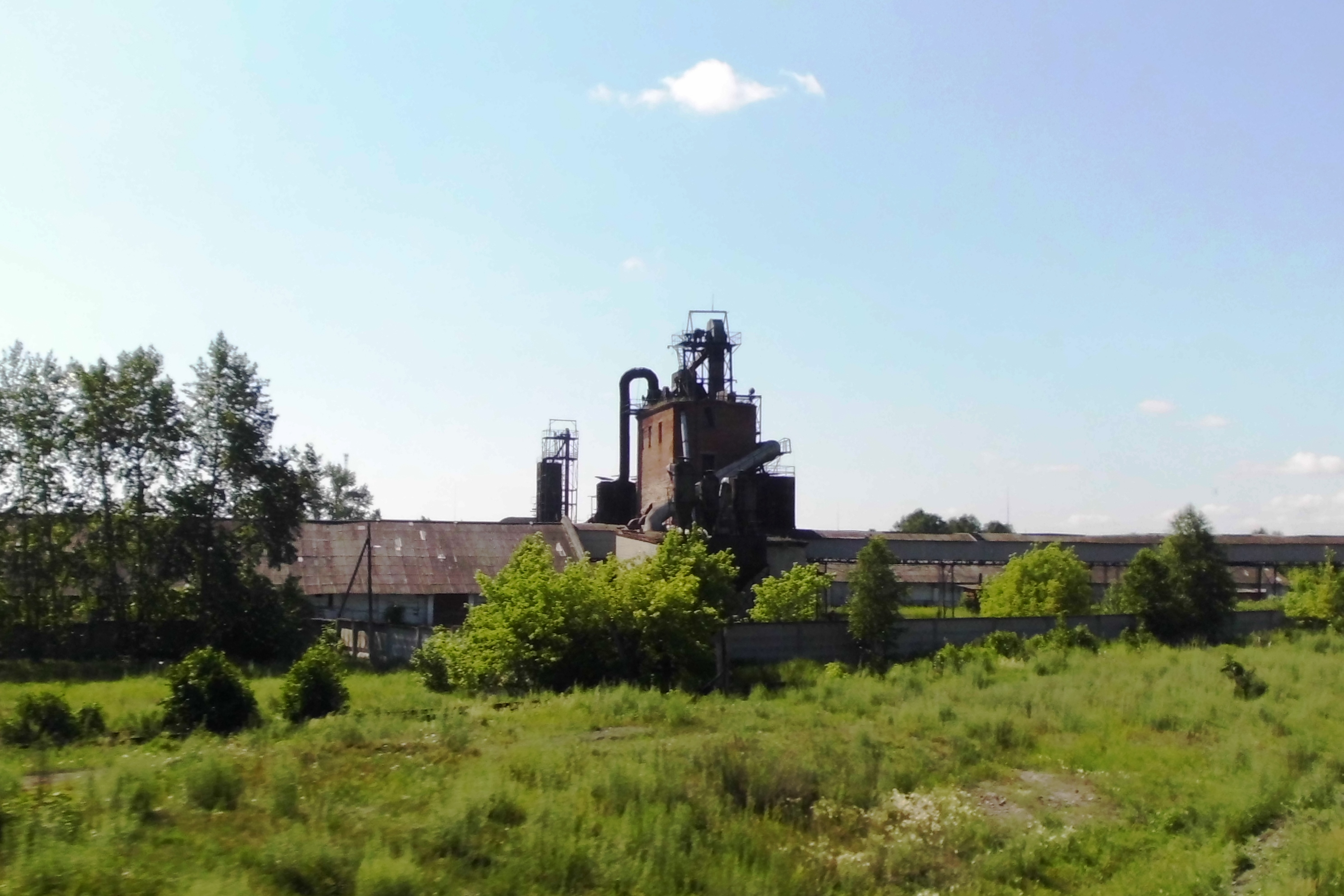
Silo à grain abandonné dans le village.

Le village est apparu avec la construction vers 1940 de la gare de Mouslioumovo sur la ligne Tcheliabinsk-Kamensk-Ouralski (avant 1963; Sinarskaïa). La gare et ce village doivent leur nom au petit village de Mouslioumovo un peu plus loin, fondé dans les années 1730 par un chef de starchine bachkir du nom de Mousloum Achirov sur les deux rives de la Tetcha et qui s'est peu à peu vidé de ses habitants depuis un accident radioactif ayant pollué la rivière au milieu des années 2000,, c'est pourquoi l'on a construit à la limite sud-est du village des nouveaux petits immeubles pour reloger les habitants de l'ancien village. Ce nouveau quartier est appelé « Novomouslioumovo ». Au début du XXIe siècle, l'on commence dans les environs du village à exploiter un gisement de magnétite. L'approvisionnement de la mine Sosnovski se fait par la gare ferroviaire de Mouslioumovo,.
Il y a aussi une usine de traitement du graphite dans le village. Un film documentaire a été tourné en 2015 sur la vie du village et les conséquences de la pollution de la rivière.

## Population

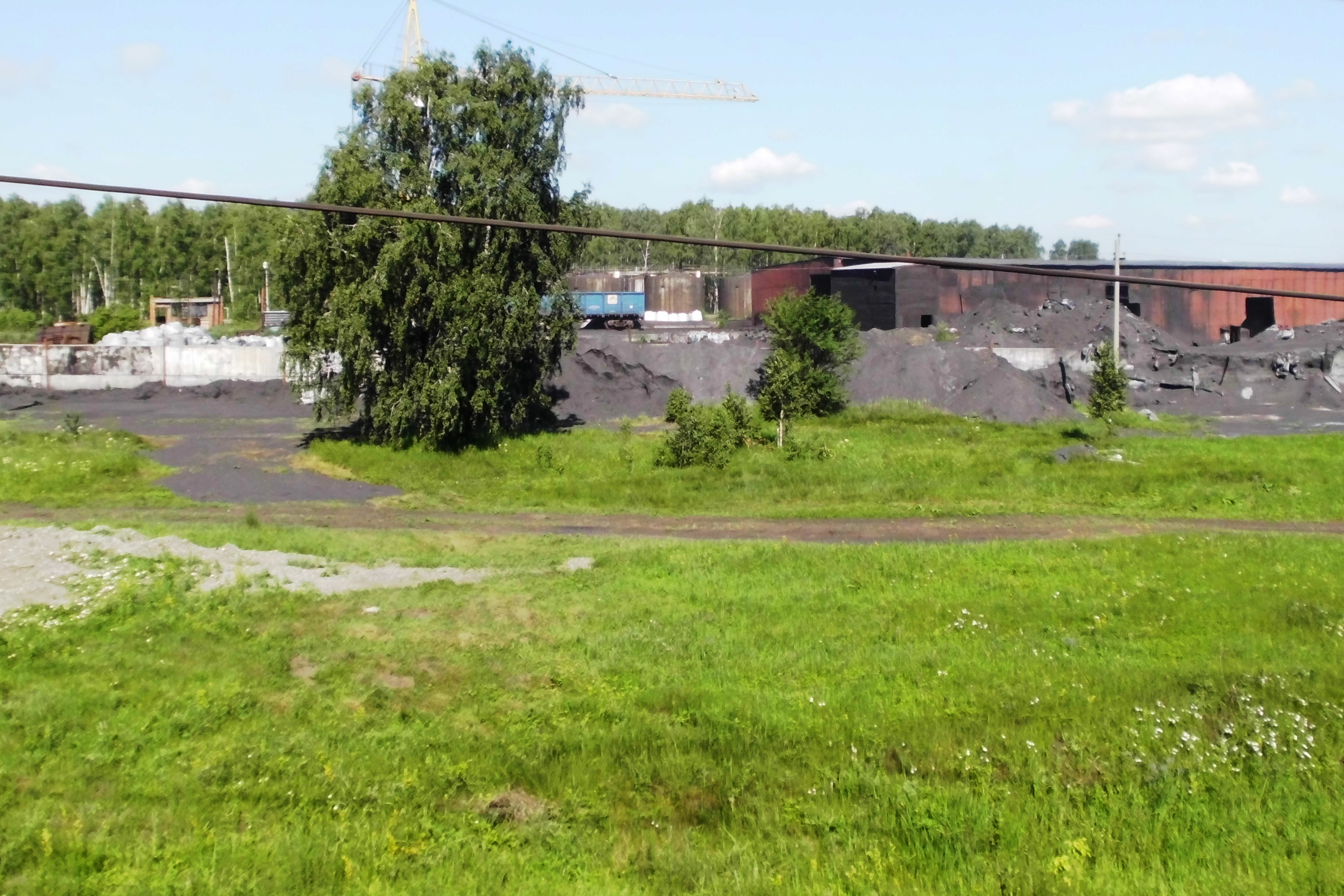
Point de chargement du graphite près de la gare, à la périphérie ouest du village.

Recensements (*) ou estimations de la population
| 2002* | 2010* | - | - | - |
| ----- | ----- | - | - | - |
| 1 722 | 2 654 | - | - | - |

## Rues
Le village est constitué par un réseau de voies de trente-neuf rues et une ruelle.

## Transport

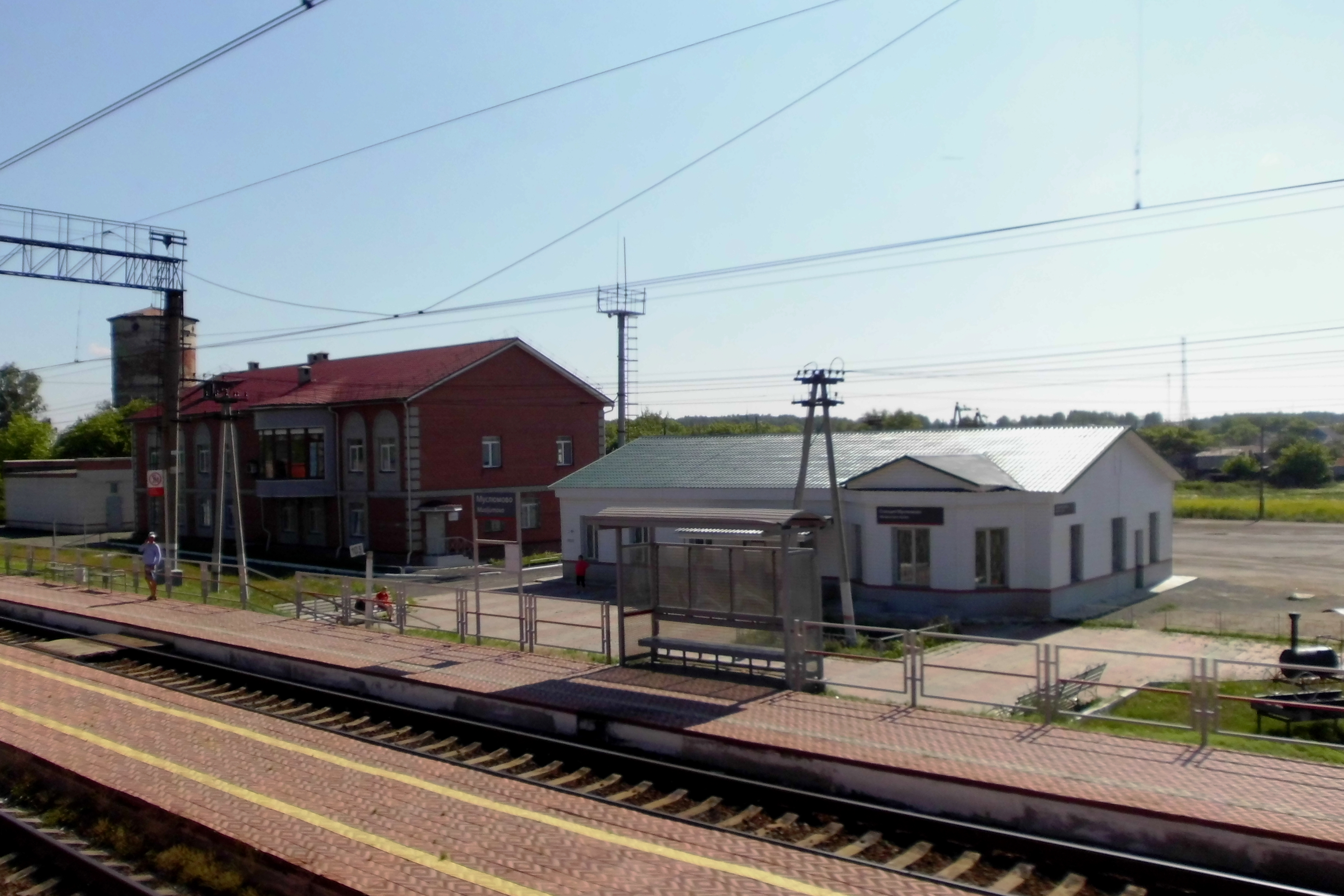
Vue de la gare de Mouslioumovo.

Le village est relié par la gare de Mouslioumovo au chemin de fer.
Le village est relié par des routes régionales aux villages de Kounachak (75K-147), Nougoumanovo (75K-462), Soultanovo (75K-461), et par l'autoroute М5 «Oural» aux villages de Sakkoulovo (75K-206), 75К-132 Miasskoïe-Chadrinsk (75K-020).